# SFS Hall of Fame
Die SFS Hall of Fame ist die Ruhmeshalle der Sveriges Fotbollshistoriker och Statistiker (SFS). In sie werden bedeutende Personen des schwedischen Fußballs aufgenommen; mit der Erweiterung 2021 sind derzeit 77 Personen, darunter 9 Spielerinnen, in der Ruhmeshalle vertreten.

## Mitglieder
Sortiert nach dem Jahr der Aufnahme

### 2003
- Orvar Bergmark
- Ralf Edström
- Karl „Köping“ Gustafsson
- Anton Johanson
- Sven Jonasson
- Rudolf „Putte“ Kock
- Erik Nilsson
- Torbjörn Nilsson
- Gunnar Nordahl
- Sven Rydell
- Pia Sundhage

### 2004
- Erik Börjesson
- Gunnar Gren
- Sigfrid „Sigge“ Lindberg
- Björn Nordqvist
- Eric Persson

### 2005
- Filip Johansson
- Bo Larsson
- Nils Liedholm
- Karl „Kalle“ Svensson

### 2006
- Anette Börjesson
- Kurt Hamrin
- George Raynor
- Lennart Skoglund

### 2007
- Helge Ekroth
- Glenn Hysén
- Lennart Johansson

### 2008
- Gustaf Carlson
- Ove Kindvall
- Agne Simonsson

### 2009
- Gunnar Andersson
- Robert Carrick
- Hans „Hasse“ Jeppson

### 2010
- Tomas Brolin
- Wilhelm Friberg
- Birger Rosengren
- Bertil Nordahl

### 2011
- Anders Bernmar
- Ronnie Hellström
- Lena Videkull

### 2012
- Henry Carlsson
- Roger Magnusson
- Thomas Ravelli

### 2013
- Harry Lundahl
- Arne Selmosson
- Tommy Svensson

### 2014
- John "Bill" Pettersson
- Åke Johansson
- Jonas Thern

### 2015
- Carl Linde
- Carl-Elis Halldén
- Kurt Axelsson
- Elisabeth Leidinge
- Patrik Andersson

### 2016
- Sune Andersson
- Ludvig Kornerup
- Martin Dahlin

### 2017
- Carl-Erik Holmberg
- Ann Jansson
- Robert Prytz
- Sven-Göran Eriksson

### 2018
- Knut Nordahl
- Kennet Andersson
- Stig Svensson

### 2019
- Axel Alfredsson
- Sigvard Parling
- Glenn Strömberg
- Malin Moström

### 2020
- Aron Hammarbäck
- Conny Torstensson
- Stefan Schwarz
- Henrik Larsson
- Hanna Ljungberg

### 2021
- Tore Keller
- Bengt Gustavsson
- Gunilla Paijkull
- Inger Arnesson

### 2022
- Ruben Gelbord
- Kjell Rosén
- Freddie Ljungberg
- Anna Svenjeby
- Victoria Sandell Svensson

### 2023
- Sven Friberg
- Torsten Lindberg
- Ulf Lyfors
- Ebba Andersson